# Алі Раджель
Алі Раджель Шейх Бакір (ісп. Ali Radjel Cheikh Bachir, нар. 18 лютого 1998, Західна Сахара) — західносахарський, алжирський та іспанський футболіст, що грає на позиції нападника.

## Кар'єра футболіста
Народився Алі Раджель у Західній Сахарі, де й розпочав займатися футболом. У 9-річному віці перебрався до батьків у Іспанію, де розпочав займатися футболом у школі клубу «Конкенсе». У 2016 році Раджель перейшов до футбольної школи клубу «Райо Вальєкано». У 2017 році західносахарський футболіст розпочав виступи в професійному футболі, ставши гравцем литовського клубу найвищого литовського дивізіону «Утеніс». За півроку Раджель повернувся до Іспанії, де став гравцем клубу Терсери «Атлетіко Монсон». У 2018 році західносахарський футболіст став гравцем клубу Сегунди Б «Логроньєс». Протягом року Алі Раджель зіграв за основну команду клубу 2 матчі, ще 33 матчі, в яких футболіст відзначився 20 забитими м'ячами, він провів за другу команду клубу в Терсері. З 2019 до 2021 року Раджель грає у складі команди Сегунди «Нумансія», протягом цього часу зіграв у складі основної команди 4 матчі, ще 48 матчів, у яких відзначився 11 забитими м'ячами, футболіст зіграв за другу команду клубу в Терсері.
У 2021 році Раджель знову грав у складі «Логроньєса», проте цього разу він взагалі не грав за першу команду, а виключно за другий склад. З 2022 року Алі Раджель грає у складі нижчолігового іспанського клубу «Атлетіко» (Паленсія).